# Liaoyang
Liaoyang (chinês tradicional: 遼陽, chinês simplificado: 辽阳, pinyin: Liáoyáng) é uma prefeitura com nível de cidade na província de Liaoning, na China.